# コロワ甲子園
コロワ甲子園（コロワこうしえん、英語表記：Corowa Koshien）は、兵庫県西宮市甲子園にある三菱地所株式会社が運営する大型商業施設（ショッピングセンター）である。2018年4月26日に各種専門店が入居し、イオンリテール株式会社の運営するイオン甲子園店からリニューアルオープンする形で開業。

## 概要
1993年にプランタンとして開業し、ダイエー、イオンを経て、2018年よりコロワ甲子園として運営されている。

### プランタン甲子園時代
1981年、甲陽学院高等学校跡地にダイエーがプランタン甲子園（当時仮称）を建設することを発表したのが始まりである。
発表してから長らく地元関係者と調整を重ね、1986年5月に三条申請を行い商業活動調整協議会で認可されたため、そのまま建設開始になるかと思われたが、地元住民との交通環境問題を巡り意見が対立した関係で調整が難航となり大幅に遅れ、1990年11月2日に起工式を行い着工した。
1993年6月17日に開業。デパートメントストアとは何かと原点に戻り、カジュアルデパートをコンセプトに21世紀に備えた新たな百貨店業界を構想するための実験店であった。初年度の売上げ目標は180億円。運営はダイエーグループ全額出資で設立した子会社プランタンデパート甲子園が行った。
なお、日本で出店したプランタンはこのプランタン甲子園が最後の店舗となっている。建物は、三和銀行（現：三菱UFJ銀行）系列の東洋不動産が受注し、アトリエ・エイティエイト、大林組等が工事を手がけた。
地下2階食料品売り場の集中レジにはレーンごとにベルトコンベアーが設けられ、客自らがコンベアー上に商品（かご？）を並べ、レジ係が商品をスキャンするとレジ先二手分かれたレーン先のサッカー台にて金属ローラーを滑り下りた商品を客自らが袋詰めした。ダイエー甲子園店時代もしばらく使用されていたが、のちに国内で一般的なレジに変更された。

### ダイエー甲子園店時代

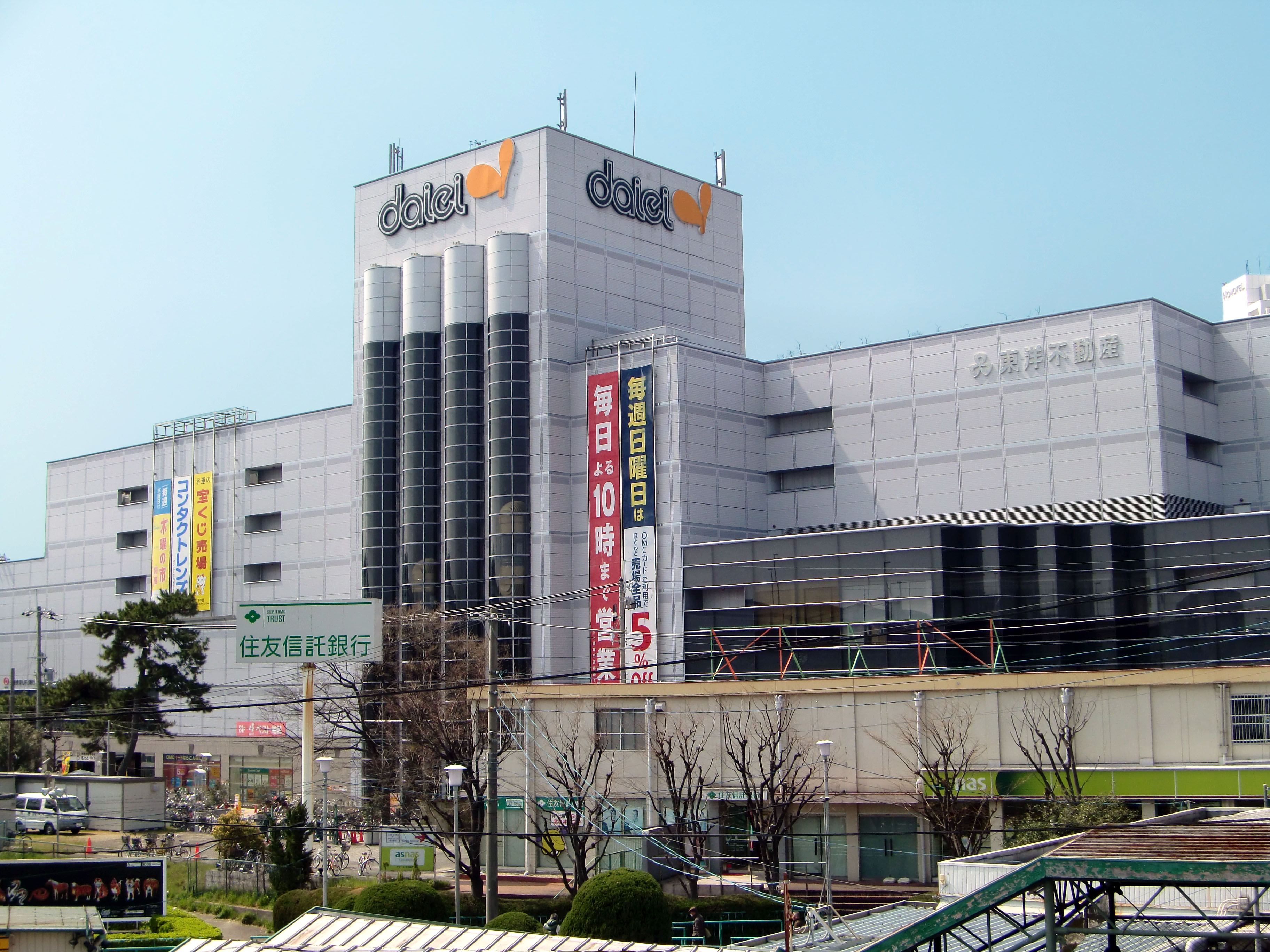
ダイエー甲子園店時代

1995年9月1日付けで、ダイエーが経営不振に陥っていたプランタン甲子園の経営権を子会社のプランタンデパート甲子園から譲り受け、ダイエー甲子園店に名称変更しダイエー直営にした。店番号は、0633。
当初のコンセプトであった「カジュアルデパート」の変更は行われなかった。直営化後も、入り口にはプランタン時代の名残である大きいシャンデリアが飾られていた。
ダイエー直営化になったと同時に東京の碑文谷店（現：イオンスタイル碑文谷）、神奈川の東戸塚店（現：イオンスタイル東戸塚）、大阪の京橋店（その後、イオン京橋店に改称後2019年9月30日に完全閉店）、福岡のショッパーズ福岡店（現：イオンショッパーズ福岡店）とともに、開業当初から売り場面積がダイエーグループ最大級であった為、甲子園店は旗艦店舗として名を挙げた。
甲子園店の場合、鉄道を利用し甲子園駅から甲子園球場へと向かう観客が途中立ち寄って弁当や飲料などを買い求めることが多く、これらの売り上げが旗艦店舗へと押し上げている要因となっていた。プロ野球阪神タイガース主催試合のある日は特に、球場開門から試合開始前後にかけて、地下2階の食料品売り場ではレジでの精算を待つ客が所狭しと行列を作っている光景を目にすることができていた。しかしそれ以外のフロアは比較的閑散としていた。また、ダイエーが球団（ホークス）を所有していた時代、2003年の日本シリーズは阪神VSダイエーであり、当店でもホークスの優勝セールが行われたが、阪神ファンからは敵チームであったにもかかわらず、優勝セールは全店で一番の売り上げだった。
長らく、回転ドアが使用されていたが六本木ヒルズ森タワーでの回転ドアによる死亡事故が発生したことを受けて、当店でも後に回転ドアを撤去した上で両開きの自動扉に取り替えられた。

### イオン甲子園店時代

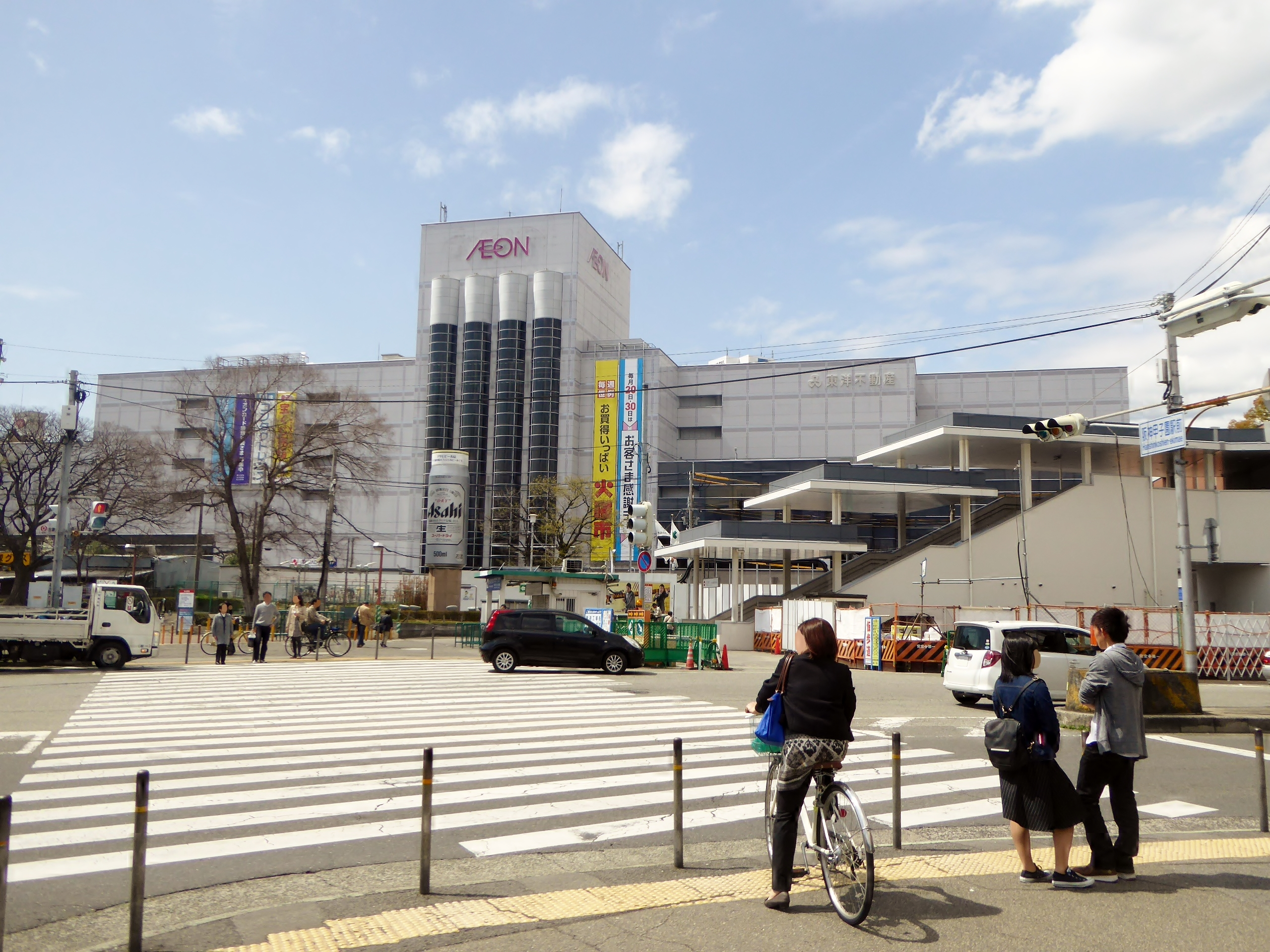
イオン甲子園店

2016年3月1日に当店の運営が株式会社ダイエーからイオンリテールに承継され、2016年3月7日、ダイエーとしての営業を終了し、2016年3月10日にイオン甲子園店に改称した。
2017年2月28日、三菱地所が信託受益権を取得したが何の発表も行われなかった。その後、イオンとしては同年5月末を以て閉店する事が関係者の話として同年3月27日に報道された。この報道を受けてか三菱地所はその翌日に信託受益権所得と再オープンの件を発表した。スケジュールに関しては未定とされた。
店舗に関してのスケジュール発表がないまま、タイムズとの契約が5月までで終了するとだけ発表されていたが、5月下旬になって5月末までで店舗の大部分を営業停止とすることを発表した。一方プロ野球や高校野球の観戦客の多くが当店を利用している状況を鑑みて、6月以降も当分の間は地下2階の食料品売り場の営業を継続とし、それ以外のフロアは1階のみテーブルと椅子を並べた休憩スペースとコインロッカーを設置、駐車場もタイムズとの契約終了を撤回して4・5階のみ営業することになった。いつまで続けるかは未定としていたが、同年10月1日をもって食品売り場も含め全館の営業を終了した。その後は2018年5月に再オープンし、イオンリテールが引き続き営業する方向で調整が進んでいるとされた。なお、10月以降の同年中は甲子園球場でのプロ野球開催日に限り、臨時で店舗前にて弁当など飲食物の販売を行った。

### コロワ甲子園時代
2017年12月、2018年5月にコロワ甲子園として開業し、イオンは地下2階のみに食品スーパーとして再出店すると発表された。その後、同年4月26日に開業されることが決定し、それに先駆けて同月24日・25日にソフトオープン。地下2階に再出店したイオンはこの際に「イオンスタイル甲子園」に改称した。三菱地所が展開する近隣型ショッピングセンター（いわゆる「NSC」）の「コロワ」ブランドの1号店である。

## フロア構成
2018年4月末の時点のものとする。
| 階  | フロア概要                                      |
| --- | ----------------------------------------------- |
| RF  | 駐車場                                          |
| 6F  | 駐車場                                          |
| 5F  | 駐車場                                          |
| 4F  | 駐車場                                          |
| 3F  | 各種専門店、フードコート、アミューズメント      |
| 2F  | 各種専門店、カフェ、三菱UFJ銀行阪神甲子園出張所 |
| 1F  | 各種専門店、レストラン、ファーストフード        |
| B1F | 各種専門店                                      |
| B2F | イオンスタイル甲子園                            |

ダイエー時代　B2階食料品、薬　B1階暮らしの品、書籍　アシーネ、ヤマダ電機　旧ベスト電器　１階化粧品、服飾雑貨　２階衣料品　3階子供用品、おもちゃ、フードコート、ゲームセンター　らんらんらんど、PALO

## 過去に存在した主なテナント
- プランタン（デパート型スーパー）
- ウェンディーズ（ハンバーガー） ※ゼンショーとの契約打ち切りで2009年12月31日で閉店
- ベスト電器 → ヤマダ電機

## 備考
エレベーターやエスカレーターは日立製であり、当施設が三菱地所の運営になってからも引き続き使用している。
3F南側に「○○甲子園ホール」（○○には営業時の店舗名）と呼ばれるイベントホールが存在したが、コロワ甲子園への改装に伴い閉鎖され、現在はペットショップの一部となった。観賞魚売り場は他の売り場より天井高が高くなっており往時を偲ばせる。